# Unité urbaine de Fosses
L'unité urbaine de Fosses est une unité urbaine française centrée sur les communes de Fosses et Marly-la-Ville, dans le département du Val-d'Oise en région Île-de-France.

## Données générales
Dans le zonage réalisé par l'Insee en 2010, l'unité urbaine était composée de quatre communes.
Dans le nouveau zonage réalisé en 2020, elle est composée de trois communes, la commune de Saint-Witz constituant désormais une unité urbaine autonome.
En 2022, avec 20 255 habitants, elle représente la 2e unité urbaine du département du Val-d'Oise, après l'unité urbaine de Paris et occupe le 13e rang dans la région Île-de-France.
En 2021, sa densité de population s'élève à 1 126 hab/km2. Par sa superficie, elle représente 1,4 % du territoire départemental et, par sa population, elle regroupe 1,58 % de la population du département du Val-d'Oise.

## Composition de l'unité urbaine en 2020
Elle est composée des trois communes suivantes :
| Nom            | Code Insee | Département | Statut       | Superficie (km2) | Population (dernière pop. légale) | Densité (hab./km2) | Modifier                                    |
| -------------- | ---------- | ----------- | ------------ | ---------------- | --------------------------------- | ------------------ | ------------------------------------------- |
| Fosses         | 95250      | Val-d'Oise  | ville-centre | 3,61             | 10 249 (2022)                     | 2 839              | modifier les données · modifier les données |
| Marly-la-Ville | 95371      | Val-d'Oise  | ville-centre | 8,62             | 5 852 (2022)                      | 679                | modifier les données · modifier les données |
| Survilliers    | 95604      | Val-d'Oise  | banlieue     | 5,38             | 4 154 (2022)                      | 772                | modifier les données · modifier les données |

## Évolution démographique
| 1968  | 1975   | 1982   | 1990   | 1999   | 2009   | 2014   | 2021   |
| ----- | ------ | ------ | ------ | ------ | ------ | ------ | ------ |
| 5 729 | 11 599 | 17 611 | 18 409 | 19 348 | 18 818 | 19 290 | 19 826 |

#### Données générales
- unité urbaine
- Aire d'attraction d'une ville
- Liste des unités urbaines de France

#### Données démographiques en rapport avec l'unité urbaine de Fosses
- Aire d'attraction de Paris
- Arrondissement de Sarcelles

#### Données démographiques en rapport avec le Val-d'Oise
- Démographie du Val-d'Oise